# Hell Yeah! The Awesome Foursome
Hell Yeah! The Awesome Foursome es un álbum en vivo de la banda alemana de power metal Gamma Ray, publicado el 4 de noviembre de 2008. Contiene canciones en directo grabadas en las ciudades de Montreal y Barcelona entre 2006 y 2008.

## Lista de canciones

### Disco uno
1. "Welcome"
2. "Gardens of the Sinner"
3. "New World Order"
4. "Man On A Mission"
5. "Fight"
6. "Blood Religion"
7. "Heavy Metal Universe"
8. "Dream Healer"
9. "The Heart Of The Unicorn"
10. "Fairytale"
11. "The Silence"

### Disco dos
1. "Beyond The Black Hole"
2. "Valley Of The Kings"
3. "Somewhere Out In Space"
4. "Land Of The Free"
5. "Rebellion In Dreamland"
6. "I Want Out"
7. "Send Me A Sign"

#### Bonus Tracks
1. "Into The Storm"
2. "Empress"
3. "From The Ashes"
4. "Real World"[2]

## Créditos
- Voz, guitarra: Kai Hansen
- Guitarra, voz: Henjo Richter
- Bajo, voz: Dirk Schlächter
- Batería, voz: Daniel Zimmermann
- Teclados, voz: Eero Kaukomies